# A Guerra dos Botões
La Guerre des boutons (Brasil: A Guerra dos Botões ), também conhecido pelo nome completo La Guerre des boutons, roman de ma douzième année (lit. 'A Guerra dos Botões, Romance do Meu Décimo Segundo Ano'), é um romance francês de autoria de Louis Pergaud e publicado pela primeira vez em 1912. O livro descreve a "guerra" travada por dois grupos de crianças de aldeias rivais, Longeverne e Velrans, no interior de Franche-Comté, no final do século XIX. O autor se inspirou na vila de Landresse, onde lecionou por dois anos. O título vem do objetivo da guerra, para obter o maior número possível de botões do lado oposto cortando-os das camisas e calças. Na maior parte, a história é contada do ponto de vista das crianças de Longeverne.

## Enredo
A história, na maioria dos capítulos, é contada sob o ponto de vista das crianças do aldeia de Longeverne. A partir do outono, com o início do período escolar, como acontece todos os anos desde tempos imemoriais, o exército de Longeverne inicia sua guerra contra a de Velrans: a guerra, feroz e sem restrições, é conduzida com espadas de madeira, pedras, mas acima de tudo com as mãos, com amplo e generoso uso de chutes e socos.
A humilhação mais trágica é o destino dos infelizes que caem nas mãos do inimigo; Privados de todos os botões das camisas que vestem, dos suspensórios e dos cintos, dos ganchos e dos cadarços, depois de serem espancados de várias formas, são finalmente forçados a voltar para casa esfarrapados, com as roupas rasgadas e a arriscar uma discussão dos pais, que geralmente termina com uma correção e castigos.
Lebrac, o líder do exercito de Longeverne, tentando evitar o inconveniente de ser espancado pelos pais toda vez que são privados dos botões, implementa um plano brilhante: contratar as irmãs de seus soldados como costureiras e enfermeiras. Agulhas e linhas podem, assim, remediar o dano causado pelo inimigo durante as batalhas campais o mais rápido possível. Outro método inventado é o de aparecer nu, de modo que suas roupas não correm mais o risco de serem danificadas.
Muitos capítulos da obra têm um texto epigráfico. Entre os autores citados, destacam-se: Michel de Montaigne, Henrique IV de França, Victor Hugo, Jean Racine, Otto von Bismarck, François Rabelais, Madame de Sévigné, Arthur Rimbaud, Jean de La Fontaine, Charles Baudelaire, Brantôme, Pierre de Ronsard, Pierre Corneille, José-Maria de Heredia e François de Malherbe. Um trecho do Salmo 110 da Vulgata é citado sem referência, com a menção "Vésperas do Domingo".

## A obra
A guerra dos botões assume declaradamente o exemplo de Rabelais, um escritor brincalhão e desbocado que gozava todo mundo, mas especialmente os hipócritas. Pergaud dá até mesmo ares de majestade a Rabelais chamando-o de "François I". No prefácio de "A guerra dos botões" Pergaud diz:

Aquele que se diverte lendo Rabelais, o grande e verdadeiro gênio francês, acolherá, acredito, com prazer, este livro que, apesar de seu título, não é para criancinhas nem para mocinhas.Original (em francês): Tel qui s’esjouit à lire Rabelais, ce grand et vrai génie français, accueillera, je crois, avec plaisir, ce livre qui, malgré son titre, ne s’adresse ni aux petits enfants, ni aux jeunes pucelles.— Louis Pergaud La Guerre des boutons (em francês)
No livro, os conflitos são expostos sobre a perspectiva de dois grupos rivais, dentro do grupo dos Longevernes podemos destacar: Lebrac, Camus, Gambette da Colena, La Crique, Tintim, Guignard, Boulot e Bacaillé. Dentre o grupo dos Velrans: L'Aztec des Gués, Touegueule, Migue La Lune e Tatti.
Existe no livro uma exposição do motivo de divergência entre os Longevernes e os Velrans. Os Longevernes são republicanos e anticlericais; os Velrans monarquistas e beatos.
Todos os acontecimentos do livro se passam na França do início do século XX, retratando a realidade dos jovens camponeses.

## Longa-metragens
- (1936) La Guerre des gosses, filme francês, primeira adaptação da obra para o cinema, dirigido e roteiro de Jacques Daroy.[1]
- (1962) La Guerre des boutons, segunda adaptação francesa, dirigido por Yves Robert e roteiro de François Boyer e Yves Robert.[2]
- (1994) War of the Buttons, coprodução Irlanda, Reino Unido, França, Japão e Estados Unidos, dirigida por John Roberts.[2]
- (2011) La Guerre des boutons, filme francês com direção e roteiro de Yann Samuell.[3] - filme francês dirigido por Yann Samuell.
- La Nouvelle Guerre des boutons, quinta adaptação cinematográfica, a quarta em francês, dirigido por Christophe Barratier e com roteiro de Christophe Barratier, Stéphane Keller e Philippe Lopes-Curval.[3]

## Outros
- (1996) La Guerre des boutons, ópera de Philippe Servain.
- (2005) La Guerre des boutons, história em quadrinhos por Mathieu Gabella.
- (2011) La Guerre des boutons, história em quadrinhos de Philippe Thirault e Aude Soleilhac.
- (2012) La Guerre des boutons, história em quadrinhos de Cécile e Christophe Lemoine.